# William Dillon Otter
Pour les articles homonymes, voir Otter.
William Dillon Otter (The Corners, 3 décembre 1843 - Toronto, 6 mai 1929) est un militaire canadien qui a été le premier natif du Canada à être le Chef d'état-major général, le dirigeant de l'Armée de terre canadienne.